# Pentagon (Verenigde Staten)

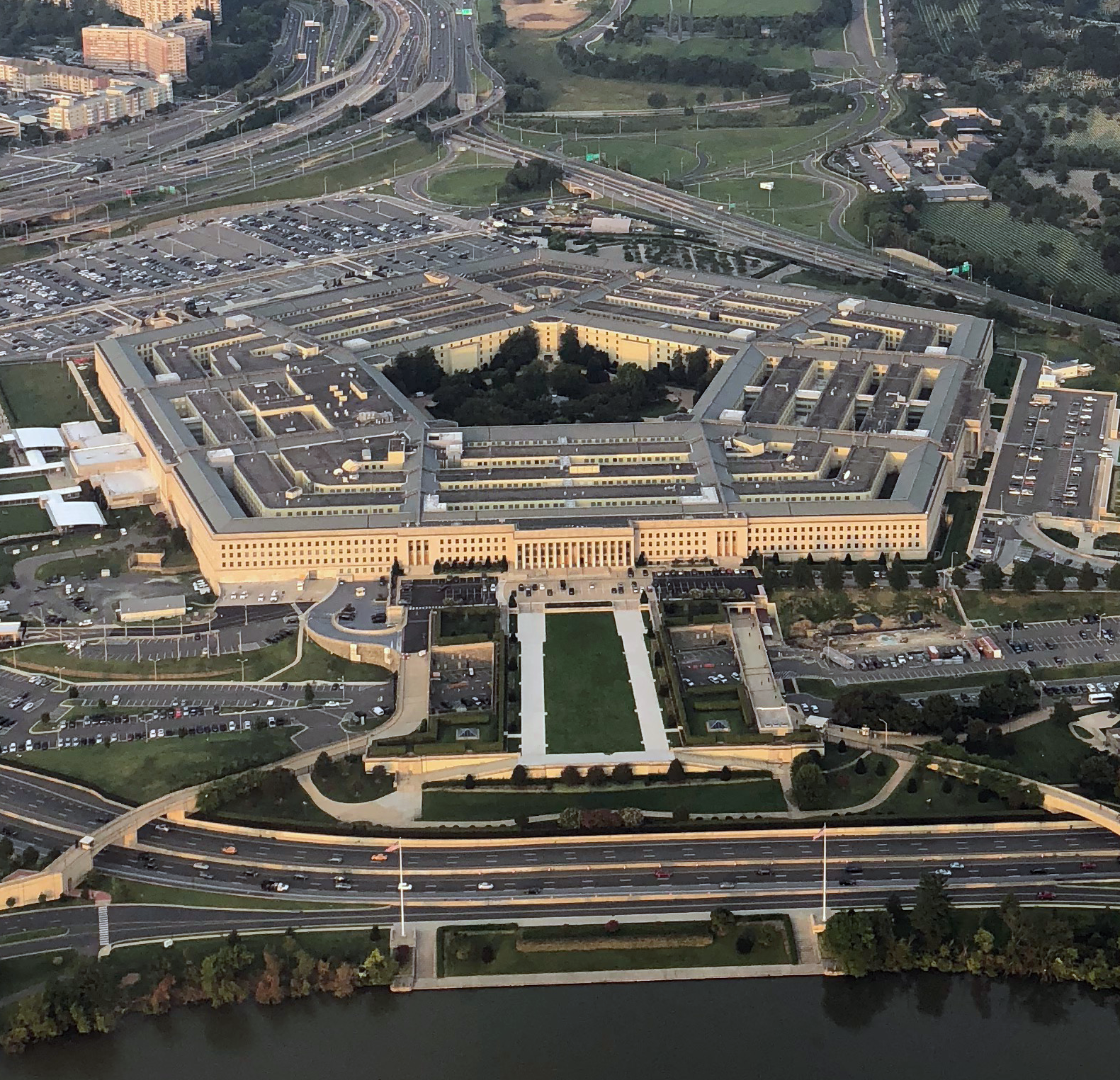
Pentagon

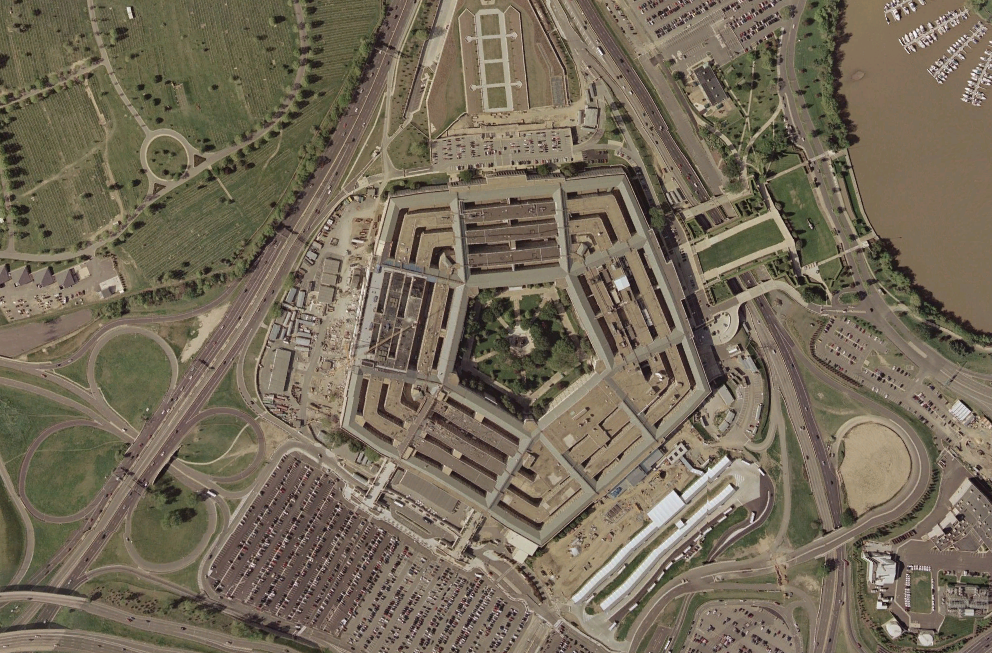
Pentagon vanuit de lucht

Het Pentagon is het gebouw van het Amerikaanse ministerie van Defensie in Arlington (Virginia), nabij Washington, dat in de vorm van een regelmatige vijfhoek (pentagoon) is gebouwd. Het is het hoofdkwartier van de Amerikaanse strijdkrachten.
Het Pentagon wordt gezien als een van de efficiëntst ontworpen kantoorgebouwen. Hoewel het gangenstelsel ruim 28 kilometer meet en de totale oppervlakte ruim 11 hectare is, is het mogelijk lopend binnen zeven minuten elke plaats binnen het gebouw te bereiken. In het gebouw werken ruim 26.000 mensen.

## Geschiedenis

### Constructie

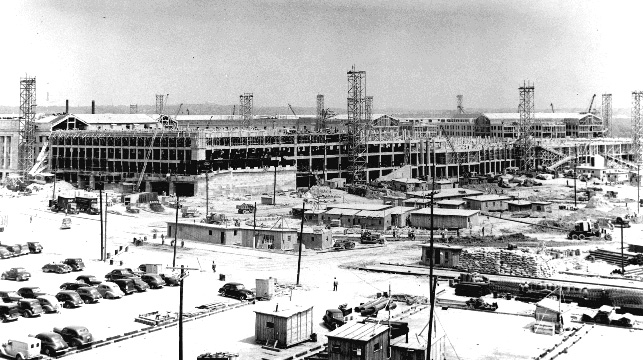
De bouw van het Pentagon in 1942

Het Pentagon werd ten tijde van de Tweede Wereldoorlog gebouwd. Op 11 september 1941 werd begonnen met de bouw, die 83 miljoen dollar zou kosten. Op 15 januari 1943, na ongeveer 16 maanden van bouwwerkzaamheden, werd het gebouw geopend. President Roosevelt dacht dat het een tijdelijk gebouw zou zijn, dat na de Tweede Wereldoorlog dienst zou gaan doen als Nationaal Archief. Dit is er echter nooit van gekomen. De president adviseerde de ontwerpers het gebouw zonder ramen te ontwerpen, om het veiliger te maken voor explosies van buitenaf. Dat idee werd verworpen, omdat ramen na tests juist efficiënt bleken te zijn bij het opvangen van de explosie.
De bouw werd geleid door Leslie Groves, een kolonel die later het Manhattanproject ging leiden. De voor het gebouw benodigde 680 000 ton zand en grind werden gebaggerd uit de nabijgelegen rivier de Potomac. Dit werd omgezet in 435 000 kubieke meter beton. In verband met schaarste aan grondstoffen door de oorlog is zo min mogelijk staal gebruikt in de constructie.

### Renovatie
Het Pentagon voldeed tegen het einde van de 20e eeuw niet meer aan de gestelde eisen. Daarom is men in 1998 begonnen met een grote renovatie.
In de oorspronkelijke opzet waren de meeste kantoorruimten open en gelegen langs de gehele ring. Voor ventilatie werd gebruikgemaakt van openslaande ramen. Langzaam werden de open kantoren afgeschermd en voldeed de ventilatie niet meer. Deze kantoren kregen losse airconditioners in de raamopeningen.
Voor de renovatie werd steeds een van de vijf vakken van het gebouw geheel leeggesloopt. Hierna is het asbest verwijderd, zijn kabels en leidingen vervangen en werd de beveiliging verbeterd. Een belangrijk onderdeel van de renovatie bestond uit de versterking van de gevel en de vensters. Opmerkelijk is dat de gevels verder versterkt moesten worden omdat anders de vensters sterker zouden zijn dan de gevel, waardoor de gevel een explosie niet zou kunnen weerstaan.

### Aanslagen van 11 september 2001
In de ochtend van 11 september, op de dag af 60 jaar na het begin van bouwwerkzaamheden, boorde American Airlines-vlucht 77 - een groot passagiersvliegtuig - zich in een van de buitengevels van het Pentagon als onderdeel van de terroristische aanslagen van 11 september 2001. Door de crash stortte een deel van het gebouw in. Er vielen 184 doden. Het vliegtuig raakte een net gerenoveerd, en daardoor sterker, deel van het bouwwerk. Zonder deze versterking had het dodental hoger kunnen zijn.
De renovatiewerkzaamheden werden na 11 september 2001 hervat en waren eind 2010 gereed.

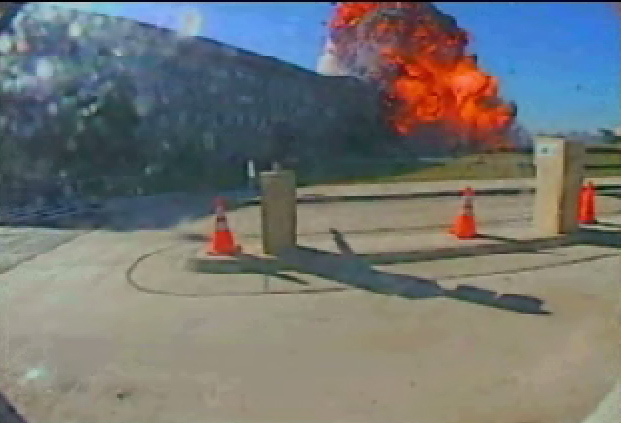
Crash vastgelegd door een beveiligingscamera
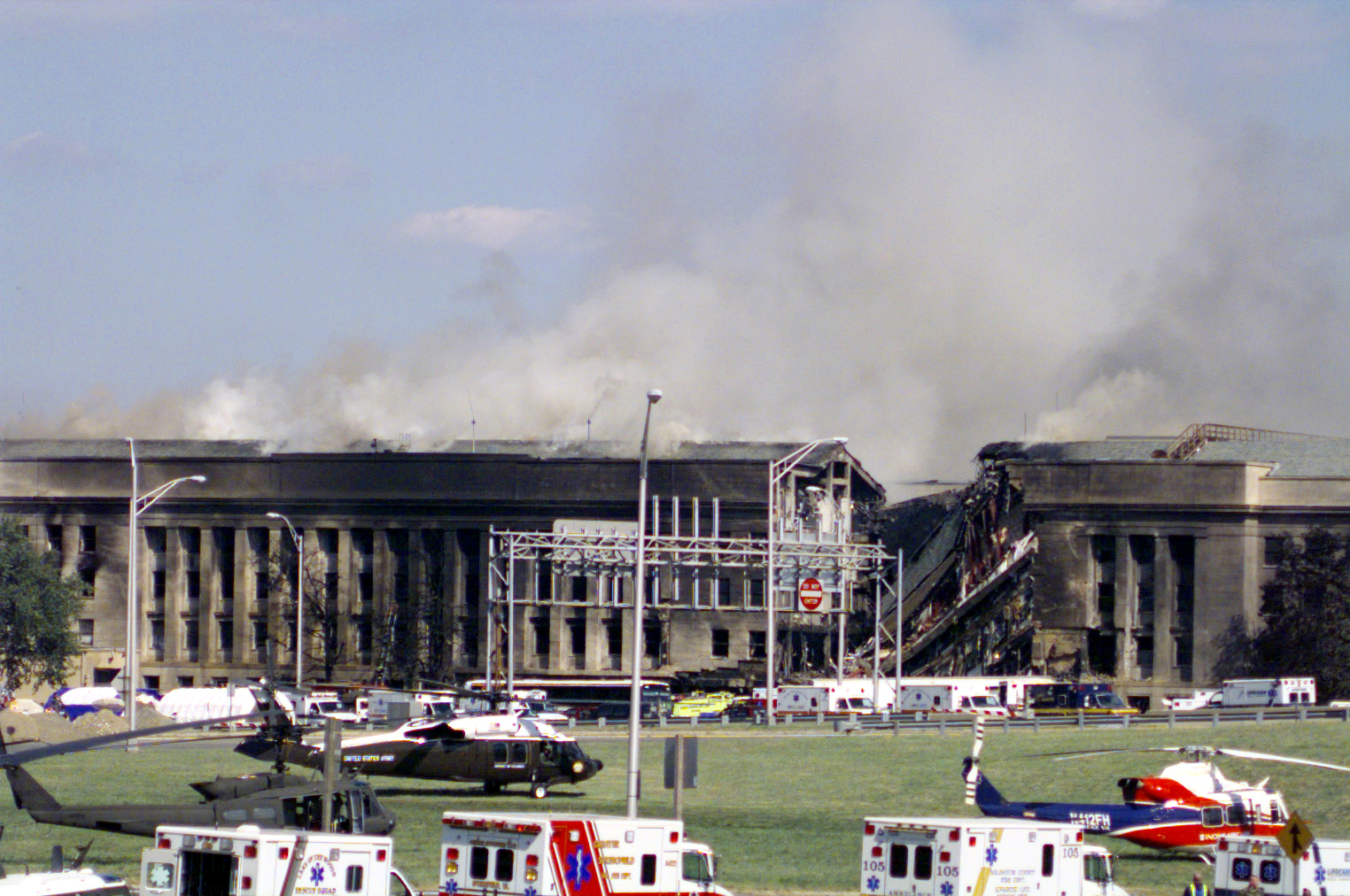
Pentagon na de aanslag

## Cijfers

### Omvang
- Totale oppervlakte: 2,4 km²
- Oppervlakte van het gebouw: 117.000 m²
- Parkeerplaatsen: 8.770
- Bruto vloeroppervlak: 620.000 m²
- Inhoud: 2.000.000 m³
- Lengte van de buitengevel: 280 m
- Hoogte: 24 m
- Aantal verdiepingen: 7 (5 bovengronds, 2 ondergronds)
- Totale lengte van de gangen: 28 km

### Aantallen
Cijfers op basis van gegevens uit 2006. Toen waren er:
- Het aantal mensen, zowel militairen als burgers, dat per dag aanwezig is: 25.000
- Trappen: 131
- Roltrappen: 20
- Liften: 13
- Vensters: 7.754
- Brandslangen: 673
- Toiletten: 284, vanwege de toenmalige rassensegregatie waren er oorspronkelijk aparte toiletten voor mensen met een witte en een zwarte huidskleur
- Klokken: 4.200
- Verlichtingsarmaturen: 16.250, dagelijks worden er 250 lampen vervangen
- Telefoonkabel: 160.000 kilometer
- Aantal telefoongesprekken per dag: 200.000
- Aantal poststukken dat per maand door het postkantoor verwerkt wordt: 1.200.000
- Aantal e-mailstukken dat per dag verzonden wordt: 1.000.000